# Pflegebedarf
Pflegebedarf ist die Gesamtheit der Hilfen nach Art, Umfang und Dauer, die eine Person aufgrund von Krankheit oder Behinderung unter Berücksichtigung ihrer vorhandenen Ressourcen und dem Anspruch der Ganzheitlichkeit bei den Verrichtungen des täglichen Lebens durch andere benötigt. Aus dem Pflegebedarf ergeben sich die Leistungen, die notwendig sind, um aus professioneller Sicht eine qualitativ hochwertige gesundheitliche Versorgung zu gewährleisten.

## Individueller Pflegebedarf im Recht der Pflegeversicherung
In der Pflegeversicherung stellt die Pflegekasse den Pflegebedarf einer Person fest und entscheidet auf dieser Basis, ob und welche Leistungen sie erbringt. Da es Höchstbeträge für die Leistungen gibt, sind diese keinesfalls stets bedarfsdeckend. Um die Pflegebedürftigkeit feststellen zu können, beauftragt die Pflegekasse den Medizinischen Dienst der Krankenversicherung (MDK) zu ermitteln, in welchem Maß der Versicherte krankheits- oder behinderungsbedingt der Hilfe bei den gewöhnlichen und regelmäßig wiederkehrenden Verrichtungen im Ablauf des täglichen Lebens bedarf. Nach dem Ausmaß der Hilfebedarfs erfolgt die Einstufung in eine Pflegestufe. Die Pflegebedürftigkeit muss dazu mindestens erheblich sein.
Bis 2017 soll in Deutschland per Gesetz ein neuer Pflegebedürftigkeitsbegriff eingeführt werden.

## Pflegebedarf einer Gruppe
Zusammenfassend kann aber (wissenschaftlich) auch eine ganze Gruppe von Menschen betrachtet werden, deren Bedarf in Zukunft erfüllt werden soll. Dann handelt es sich bei Pflegebedarf um eine „Planungsgröße“, für die entweder Schätzwerte angenommen werden oder deren Vorausberechnung auf einem geleisteten und dokumentierten Arbeitsaufwand beruht.

### Abschätzung  des Pflegebedarfs
Eine „theoretische Größe des Pflegebedarfs“ beschreibt die Summe der Tätigkeiten, bei denen eine teilweise oder vollständige Unterstützung durch Dritte erforderlich wird. Es kann sich dabei nur um eine Schätzung anhand von Erfahrungswerten für die erwarteten Tätigkeiten handeln. Es kann sich auch um eine Selbsteinschätzung der betroffenen Person und ihrer Familie handeln. Die Größe bleibt theoretisch, weil im wirklichen Leben eine Bestimmung auch durch mehrfache Zeitmessungen nicht exakt vorgenommen werden kann. Die gegebene oder vorenthaltene Unterstützung beruht auf der (aktuellen) Einschätzung der Pflegenden, was die gepflegte Person selbständig tun kann/will. Dabei kann es sich jeweils um eine Unterschätzung oder Überforderung handeln.
Beispiel: Schätzung des Pflegebedarfs für 1 Mio. Personen, die in Zukunft an einer Demenz erkrankt sein werden. Daran wird schon das Problem solcher Abschätzungen offenbar, dass das Krankheitsbild gar nicht so uniform sein wird, wie es die Annahme suggeriert. Auch sind die künftigen Rahmenbedingungen unbekannt, in denen einmal zu pflegen sein wird. All das umgeht die Abschätzung, weil sie ja zunächst nur eine Grundlage für jetziges, aktuelles politisches Handeln bieten will.

### Messung des Pflegebedarfs
Methodisch ist es richtiger, vom „tatsächlichen Pflegebedarf“ auszugehen. Dies gilt nicht nur für die Pflege einer Person, sondern auch für eine Gruppe. Dabei wird von tatsächlich durchgeführten und protokollierten pflegerischen Arbeiten und dem dafür nötigen  Arbeitsaufwand ausgegangen. Daraus kann eine durchschnittliche Rechengröße abgeleitet werden, die umso mehr zutrifft, je homogener der Bedarf der Personengruppe ist, von der die Rede ist.
Beispiel: Ermittlung des Pflegebedarfs aller Personen, die im Jahr 2003 Leistungen der Pflegeversicherung nach Pflegestufe II – stationär – erhalten haben. So eine große Personengruppe ist nicht homogen. Das wäre auch schon bei 20 Personen in einem einzelnen Heim so. Aber die große Anzahl täuscht eine Zuverlässigkeit der Durchschnittszahl vor, die es in der Praxis gar nicht geben kann. Die Durchschnittsgröße aus 282.880 Betroffenen darf nicht mit dem durchschnittlichen Tagesbedarf einer Einzelperson verglichen werden, wenn es um die Zuweisung von Personalkapazitäten geht. Jedenfalls nicht dann, wenn der Kostenträger davon keine Abweichung aufgrund vom aktuellen Bedarf zulassen will. Und um solche Fragen dreht es sich jeweils bei Verhandlungen um Pflegesätze.
Auch die „Personalbemessung für alle Pflegebedürftigen“ eines Bereiches/einer Einrichtung hat vom „tatsächlichen Pflegebedarf“ auszugehen. Dabei werden Vergangenheitswerte als Prognose auf die Zukunft übertragen. Das ist die Summe der Arbeitszeiten des Pflegepersonals, die nötig sind
1. zur Erfüllung der bewohnerindividuellen Pflegebedarfe notwendig sind (also je nach dem für Anleitung oder Übernahme von Basisaktivitäten und die Behandlungspflege im ärztlichen Auftrag),
2. dabei eine näher zu bestimmende Reservekapazität berücksichtigt, um evtl. auf täglich oder gelegentlich wechselnde Bedürfnisse eingehen zu können – Stichwort „Menschenwürde“,
3. zur individuellen Lebensgestaltung (im Sinne von Freizeit, Teilnahme an sozialen Aktivitäten (auch außerhalb der jeweiligen Institution)) nachvollziehbar wünschenswert erscheinen,
4. zur dazugehörenden Pflegeprozess-Steuerung (inkl. Dokumentationen und zur Abstimmung mit anderen therapeutischen Berufsgruppen) und
5. zur Erledigung der erforderlichen administrativen Aufgaben (im Rahmen des Vertragsverhältnisses).

Arbeitszeit und Anwesenheit der Pflegekraft bei einer zu pflegenden Person (oder einer Gruppe) decken sich dabei nicht zu hundert Prozent. Der Arbeitsprozess erfordert „Vorbereitungs- und Bereitstellungszeiten“, die nicht direkt den zu pflegende Personen zuzuordnen  sind, z. B. Übergabebesprechungen, Berücksichtigung von Urlaubszeiten.
Pflegebedarf, der nur Anwesenheitszeiten berücksichtigt, würde den alten Menschen zu einem Gegenstand  erklären, an dem Arbeiten beliebig vorgenommen werden, und das Pflegepersonal zu Maschinen, die beliebig ein- und ausgeschaltet werden können.
Medizinisch getrennt davon zu betrachten ist die objektivierbare Erhebung des Bedarfs in verschiedenen Körper- und Geistesbereichen in der Geriatrie. Dazu existieren diverse Testinstrumente (Oberbegriff: Geriatrische Assessment, z. B. das Zeichnen einer Uhr, Gangsicherheit, MiniMental).

### Erläuterung zu einzelnen Zeitanteilen

#### Bewohnerindividueller Pflegebedarf
Diese Zeiten setzen sich aus Anleitung oder (teilweise) Übernahme von Basisaktivitäten und der Behandlungspflege im ärztlichen Auftrag gemäß der erstellten Pflegeplanung zusammen. Dabei werden unterschiedliche Leistungskapazitäten der gepflegten Person und das von ihr verfolgte Pflegeziel berücksichtigt. Zeitwerte aus Pflegestandards können die Planung vereinfachen aber nicht ersetzen.

#### Reservekapazität
Es muss berücksichtigt werden, dass die Pflegenden eventuell auf täglich oder gelegentlich wechselnde Bedürfnisse eingehen. Das muss möglich sein, um die Menschenwürde der gepflegten Person zu respektieren.

#### Zeiten zur individuellen Lebensgestaltung
Jeder Mensch hat nach Grundgesetz und auch nach dem Pflege-Verständnis des ATL-Konzepts das Recht, Freizeit in seinem Sinne zu gestalten und zur Teilnahme an sozialen Aktivitäten. Es kann im Einzelfall schwierig sein, festzulegen, wer die daraus erwachsenden Kosten zu übernehmen hat. Aber die Freiheit auch zur Teilnahme außerhalb der jeweiligen Institution ist eben das Gegenteil von einer weggeschlossenen Unterbringung in einem Gefängnis oder dem psychiatrischen Maßregelvollzug.

#### Pflegeprozess-Steuerung
Das sind Zeiten, die zur im Rahmen des Pflegeprozesses zur Organisation der Pflege erforderlich sind; sie umfassen die
- Vorbereitungen im Sinne des Pflegeprozesses, beispielsweise der Pflegeanamnese, die bei einer zum Vergleich herangezogenen Auftragsvergabe an Handwerker etwa den Beschreibungen im Kostenvoranschlag entspricht;
- Pflegeplanung und Evaluation
- Dokumentation der erbrachten Pflegeleistungen
- Zeitaufwand für alle Abstimmungsprozesse mit anderen ärztlichen und therapeutischen Berufsgruppen.

### Administrativen Aufgaben
Zu jedem Arbeitsvorgang in der Pflege gehören auch unterschiedliche administrative Tätigkeiten. Sie werden häufig für einen Bereich / eine Station zusammengefasst erledigt. Das kann auch von Personen erledigt werden, die selbst nicht pflegerisch tätig sind.